# راجر ای ماسلی
کورنبرگ ای ماسلی (انگلیسی: Roger E. Mosley؛ زادهٔ ۱۸ دسامبر ۱۹۳۸ – درگذشتهٔ ۷ اوت ۲۰۲۲) یک هنرپیشه اهل ایالات متحده آمریکا بود.
از فیلم‌های معروف او می‌توان به بازی در فیلم شرایط ویژه قلبی اشاره کرد.